# 민어리여치
민어리여치는 한국고유종으로 어리여치과의 곤충이다. 몸 길이는 수컷은 12~14mm, 암컷은 14~17mm이며 몸은 적갈색으로 짙은 적갈색의 줄무늬가 있으며, 날개가 없고, 육식성으로 나무 위에서 살며 밤에만 활동한다. 제주도를 비롯하여 전국에 분포하며, 5월부터 10월까지 성충을 볼 수 있다. 민어리여치는 일본에 분포하는 N. testaceus (Masumura et Shiraki, 1908)과 매우 비슷하지만, 뒷다리 종아리마디의 가시의 수가 서로 달라서 쉽게 구별할 수 있다 (Storozhenko & Paik, 2003). 국내에 보고된 N. testaceus는 이 종을 오인한 것이다.

## 같이 보기
- 어리여치